# Sørvágur
Sørvágur is een stadje dat behoort tot de gemeente Sørvágs Kommuna in het westen van het eiland Vágar op de Faeröer. Het ligt op het einde van de Sørvágsfjørður fjord. Sørvágur heeft 974 inwoners. De postcode is FO 380. Sørvágur wordt beschouwd als een van de oudste bewoonde plaatsen van de Faeröer. Tijdens de bouw van een nieuwe school op het einde van de jaren vijftig werden de restanten van een Vikingdorp blootgelegd.

## Sport
De lokale sportvereniging is SÍ Sørvágur. Zij zijn vooral actief in voetbal en volleybal.